# Tual
Tual è una città dell'Indonesia, nelle isole Kai, situata nella provincia delle Molucche.